# Коннифф, Рэй
Рэй Коннифф (Конниф; англ. Ray Conniff, полное имя Джозеф Реймонд Коннифф; 6 ноября 1916, Атлборо, Массачусетс — 12 октября 2002, Эскондидо, Калифорния) — американский музыкант.

## Биография
Родился в семье музыкантов — тромбониста и пианистки. Уже в детстве научился играть на тромбоне.
В 1937 году приехал в Нью-Йорк, где играл в оркестрах Bunny Berigan «Bob Crosby's Bobcats» и Artie Shaw, и был аранжировщиком. Параллельно посещал занятия в Джульярдской музыкальной школе, где изучал аранжировку.
Аранжировщиком он служил и в «Armed Forces Radio» во время Второй мировой войны.
После войны работал аранжировщиком в оркестре Harry James. С появлением моды на стиль Би-Боп стали распадаться большие оркестры, и отказавшись делать аранжировки в подобном стиле, в течение двух лет занимался изучением теории популярной музыки.
В 1954 году музыкант подписал контракт с «Columbia Records», а через пять лет, в 1959-м основал The Ray Conniff Singers (12 женщин и 13 мужчин). Уже первый альбом коллектива «'S Wonderful» провёл в топ-40 американского чарта 12 месяцев. Эта группа привела Кониффа к самому большому хиту в карьере: Somewhere My Love (1966). Заглавная песня альбома была написана на музыку «Тема Лары» из фильма Доктор Живаго, и была в топ-10 синглов в США. Также чрезвычайно успешным был первый из четырёх рождественских Christmas with Conniff (1959). Почти через 50 лет после его выпуска — в 2004 году — Рэй Коннифф был посмертно награждён платиновым альбомом. Другие известные релизы Singers включали Ray Conniff’s Hawaiian album (1967), с хитом «Pearly Shells», и Bridge Over Troubled Water (1970), в который вошли оригинальные композиции Рэя в «Someone», и ремейки таких хитов, как «All I Have to do is Dream», «I’ll Never Fall in Love Again» и «Something».
Музыкально различными моментами в карьере Рэя Конниффа являются два альбома, которые он подготовил в сотрудничестве со старым другом Билли Баттерфилдом (Billy Butterfield). Альбом Conniff Meets Butterfield (1959) с соло на трубе Баттерфилда и небольшой ритм-группой; и альбом Just Kiddin' Around (с оригинальной композиции Кониффа 1940), выпущенный 1963 году, в котором соло на тромбоне исполнил сам Рэй. Оба альбома представляют чисто лёгкий джаз без вокала.
В 1966 Коннифф и его оркестр выпустили альбом «Somewhere My Love», ставший их самым успешным альбомом в США (достиг 9-й строчки в «American Top 40»). Успеху диска способствовало то, что на нём была представлена переаранжированная Конниффом мелодия Мориса Жарра для фильма «Доктор Живаго» («Laura’s Theme»). Альбом также достиг верха двадцатки в США и стал платиновым, а Коннифф выиграл Grammy. Сингл и альбом достигли высоких позиций в хит-парадах международных (Австралии, Германии, Великобритании, Японии).
В 1969 Коннифф три недели возглавляет UK Albums Chart с альбомом «His Orchestra, His Chorus, His Singers, His Sound».
В 1974 году Коннифф, по приглашению Всесоюзной студии грамзаписи «Мелодия», побывал в Москве, где вместе с ансамблем «Мелодия» записал диск «Рэй Коннифф в Москве», содержащий русские песни в собственной аранжировке и специально придуманную им пьесу-увертюру.
Последний диск оркестра Рэя Конниффа «Do Ray Para O Rei» вышел в 2000 году, однако до сих пор в мире продолжают выходить компиляции из его произведений.
Музыкант скончался 12 октября 2002 года на 86-м году жизни.
Музыкальный стиль Конниффа заключается в сочетании большого хора человеческих голосов, которые разложены на небольшое число партий, при этом все группы голосов дублируют партии аккомпанирующих или солирующих музыкальных инструментов, тембрально дополняя их звучание.

## Дискография
- 1956 — S Wonderful
- 1957 — Dance the Bop!
- 1957 — S Marvelous
- 1958 — S Awful Nice
- 1958 — Concert in Rhythm, Vol.1
- 1958 — Broadway in Rhythm
- 1958 — Hollywood in Rhythm
- 1959 — It’s The Talk of the Town
- 1959 — Conniff Meets Butterfield
- 1959 — Christmas with Conniff
- 1959 — Concert in Rhythm, Vol.2
- 1960 — Young at Heart
- 1960 — Say It with Music (A Touch of Latin)
- 1960 — Memories Are Made of This (Золотой диск)
- 1961 — Somebody Loves Me
- 1961 — 'S Continental
- 1962 — So Much in Love (Золотой диск)
- 1962 — Rhapsody in Rhythm
- 1962 — We Wish You a Merry Christmas (Золотой диск)
- 1962 — The Happy Beat
- 1963 — You Make Me Feel So Young
- 1963 — Speak to Me of Love
- 1964 — Friendly Persuasion
- 1964 — Invisible Tears
- 1965 — Love Affair
- 1965 — Music From «Mary Poppins», «The Sound of Music», «My Fair Lady» & other great movie themes
- 1965 — Christmas Album: Here We Come A-Caroling
- 1965 — Happiness Is
- 1966 — Somewhere My Love (Columbia Records)
- 1966 — Ray Conniff’s World of Hits
- 1966 — En Español (The Ray Conniff Singers Sing It in Spanish)
- 1967 — This Is My Song
- 1967 — Ray Conniff’s Hawaiian Album
- 1967 — It Must Be Him (Золотой диск)
- 1968 — Honey (Золотой диск)
- 1968 — Turn Around Look at Me
- 1969 — I Love How You Love Me
- 1969 — His Orchestra, His Chorus, His singers, His Sound
- 1969 — Live Europa Tournee 1969/Concert in Stereo
- 1969 — Jean
- 1969 — Concert In Stereo: Live At 'The Sahara Tahoe'
- 1970 — Bridge Over Troubled Water
- 1970 — We’ve Only Just Begun
- 1970 — Hello Young lovers
- 1970 — Love Story
- 1971 — Great Contemporary Instrumental Hits
- 1971 — I’d Like to Teach the World to Sing
- 1972 — Love Theme from «The Godfather»
- 1972 — Alone Again (Naturally)
- 1972 — I Can See Clearly Now
- 1973 — Ray Conniff in Britain
- 1973 — You Are the Sunshine of My Life
- 1973 — Harmony
- 1973 — The Way We Were
- 1974 — The Happy Sound of Ray Conniff
- 1974 — Ray Conniff In Moscow / Рэй Коннифф в Москве (с ансамблем «Мелодия»)
- 1975 — Laughter in the Rain
- 1975 — Another Somebody Done Somebody Wrong Song
- 1975 — Love Will Keep Us Together
- 1975 — I Write the Songs
- 1975 — Live in Japan
- 1976 — Send in the Clowns
- 1976 — Theme from SWAT and Other TV Themes
- 1976 — After the Lovin
- 1977 — Exitos Latinos
- 1978 — Ray Conniff Plays the Bee Gees and Other Great Hits
- 1979 — I Will Survive
- 1980 — The Perfect '10' Classics
- 1980 — Exclusivamente Latino
- 1981 — Siempre Latino
- 1982 — The Nashville Connection
- 1982 — Musik für Millionen (partly produced for a German TV show in 1982)
- 1982 — Amor Amor
- 1983 — Fantastico
- 1984 — Supersonico
- 1985 — Campeones
- 1986 — Say You Say Me
- 1986 — 30th Anniversary Edition
- 1987 — Always in My Heart
- 1988 — Interpreta 16 Exitos De Manuel Alejandro
- 1990 — Ray Conniff Plays Broadway
- 1991 — S Always Conniff
- 1993 — Latinisimo
- 1995 — 40th Anniversary
- 1997 — Live in Rio (aka Mi Historia)
- 1997 — I Love Movies
- 1998 — My Way
- 1999 — S Country
- 1999 — S Christmas
- 2000 — Do Ray Para O Rei